# 姥懐古墳
姥懐古墳（うばがふところこふん、姥ヶ懐古墳）は、長野県岡谷市長地（おさち）にある古墳。岡谷市指定史跡に指定されている（指定名称は「姥ヶ懐古墳」）。

## 概要
長野県中部、横河川東岸の山麓に築造された古墳である。山麓一帯には本古墳のほかにも多くの古墳が分布する。
埋葬施設は両袖式の横穴式石室で、南南東方向に開口する。石室内からは、副葬品として鉄鏃・須恵器・土師器が検出されている。築造時期は古墳時代終末期の7世紀末頃と推定される。
古墳域は1980年（昭和55年）に岡谷市指定史跡に指定されている。

## 埋葬施設

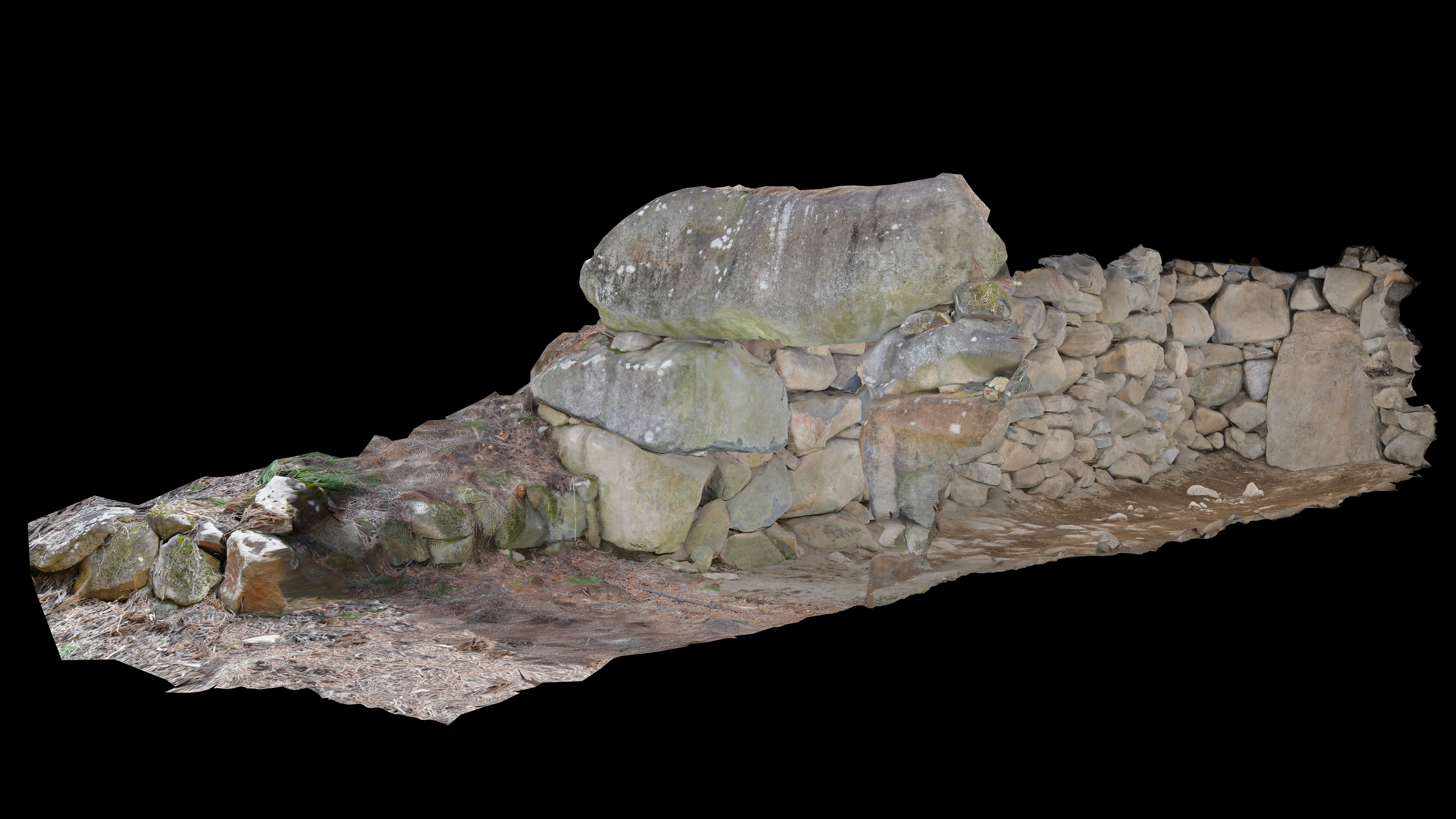
石室パース図

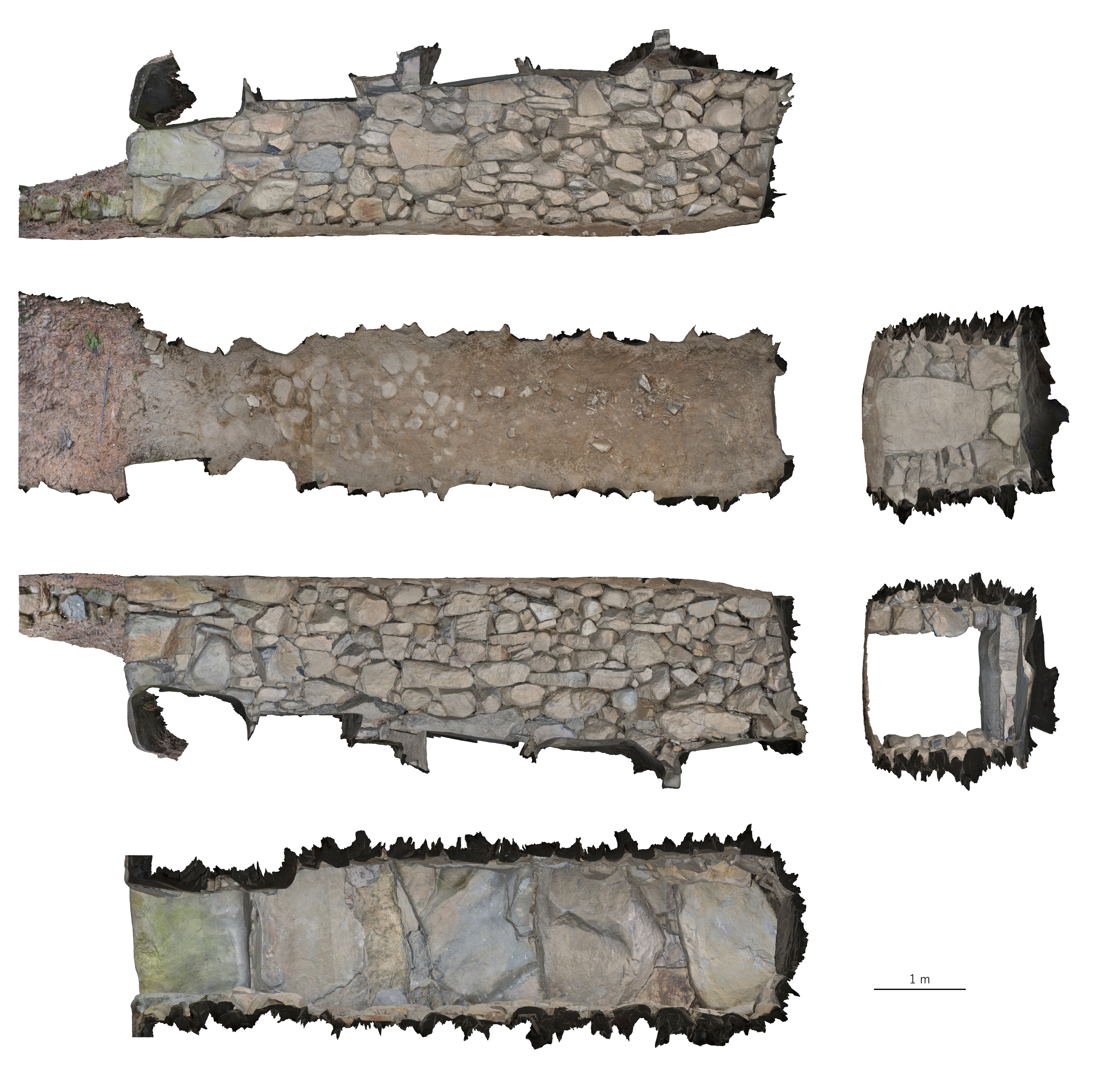
石室展開図

埋葬施設としては両袖式横穴式石室が構築されており、南南東方向に開口する。石室の規模は、長さ7.1メートル・幅1.7メートル・高さ1.9メートルを測る。玄室の奥壁には1枚石を使用する。側壁は持ち送り、天井はドーム状に作り出す。

石室俯瞰図
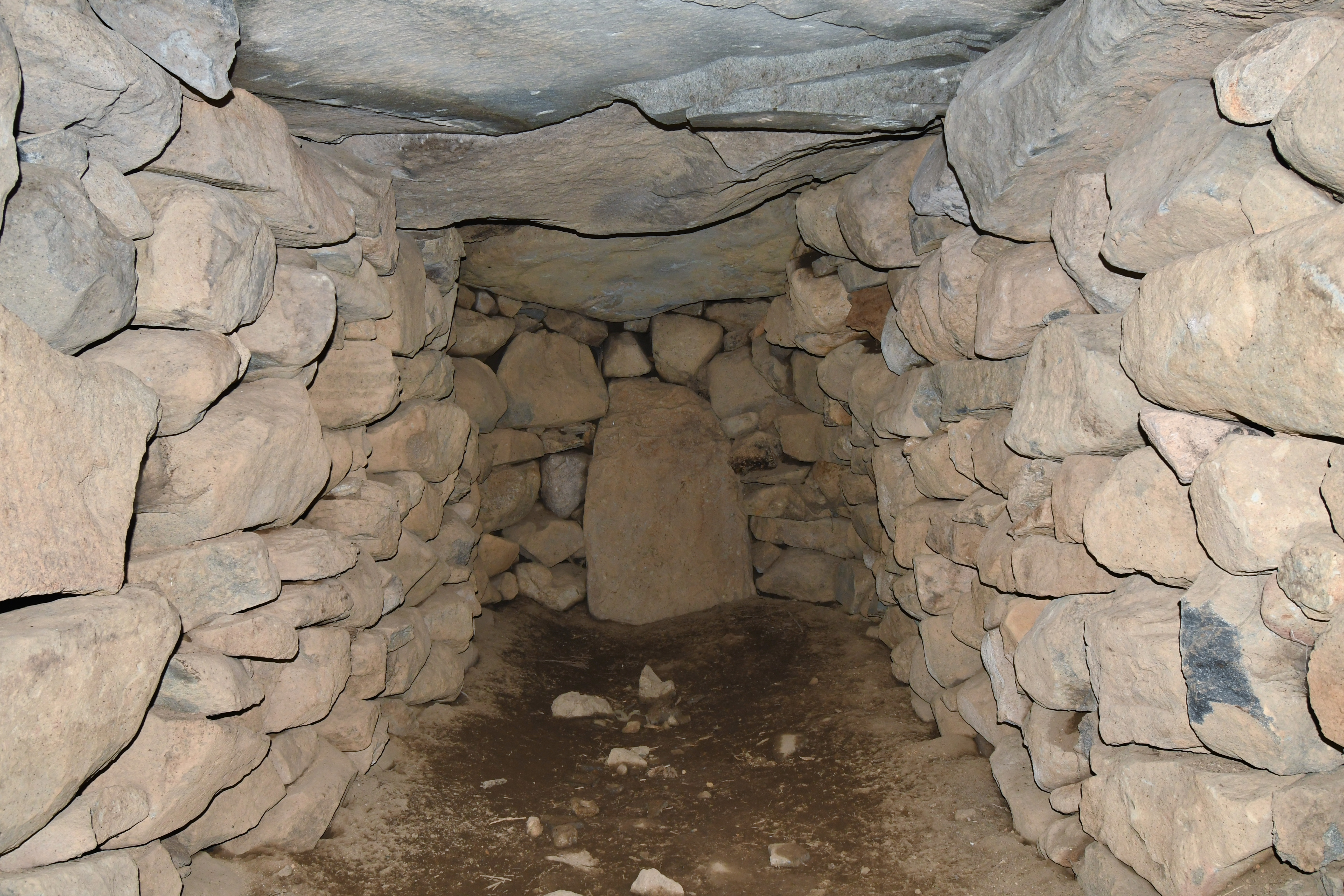
玄室（奥壁方向）
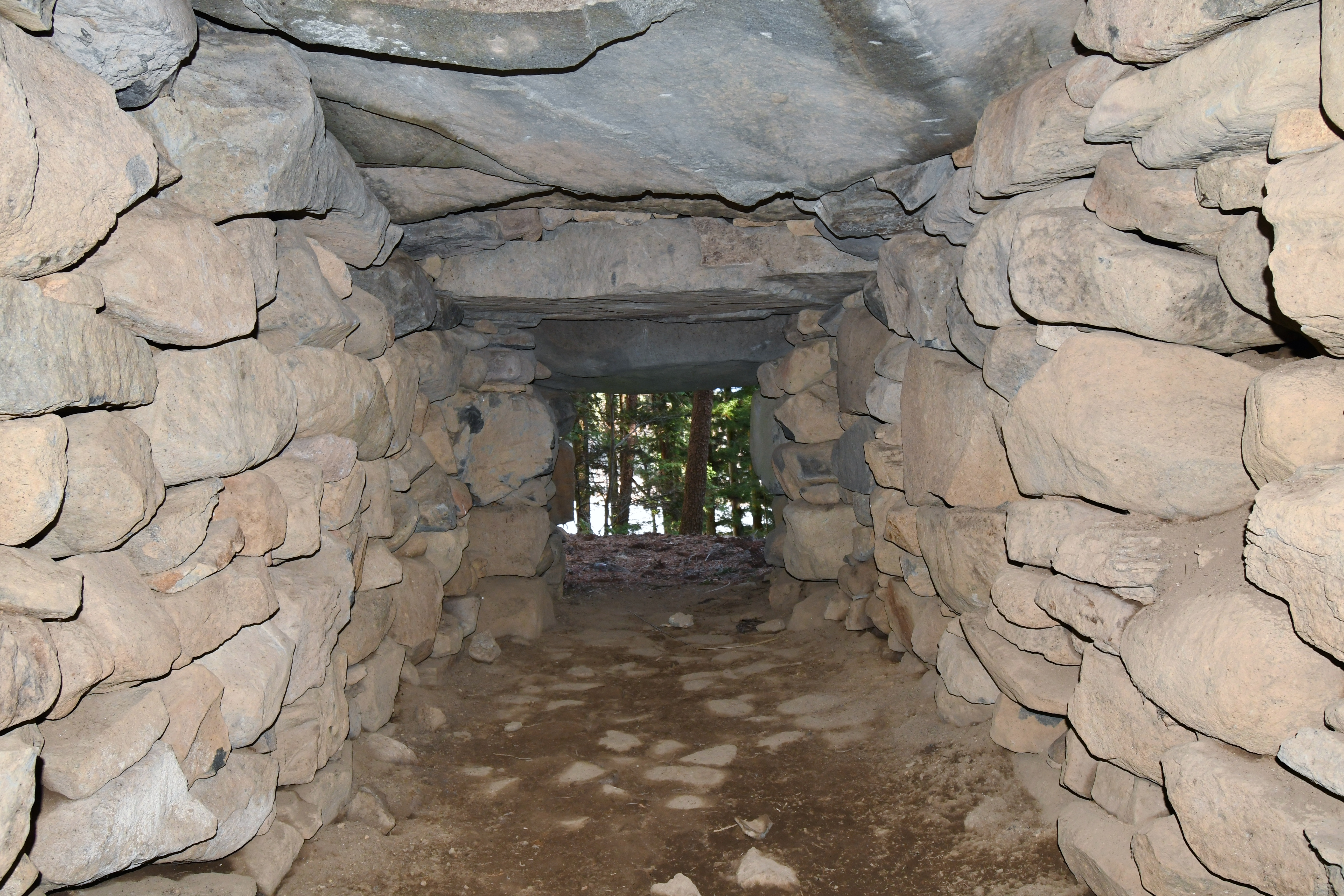
玄室（開口部方向）
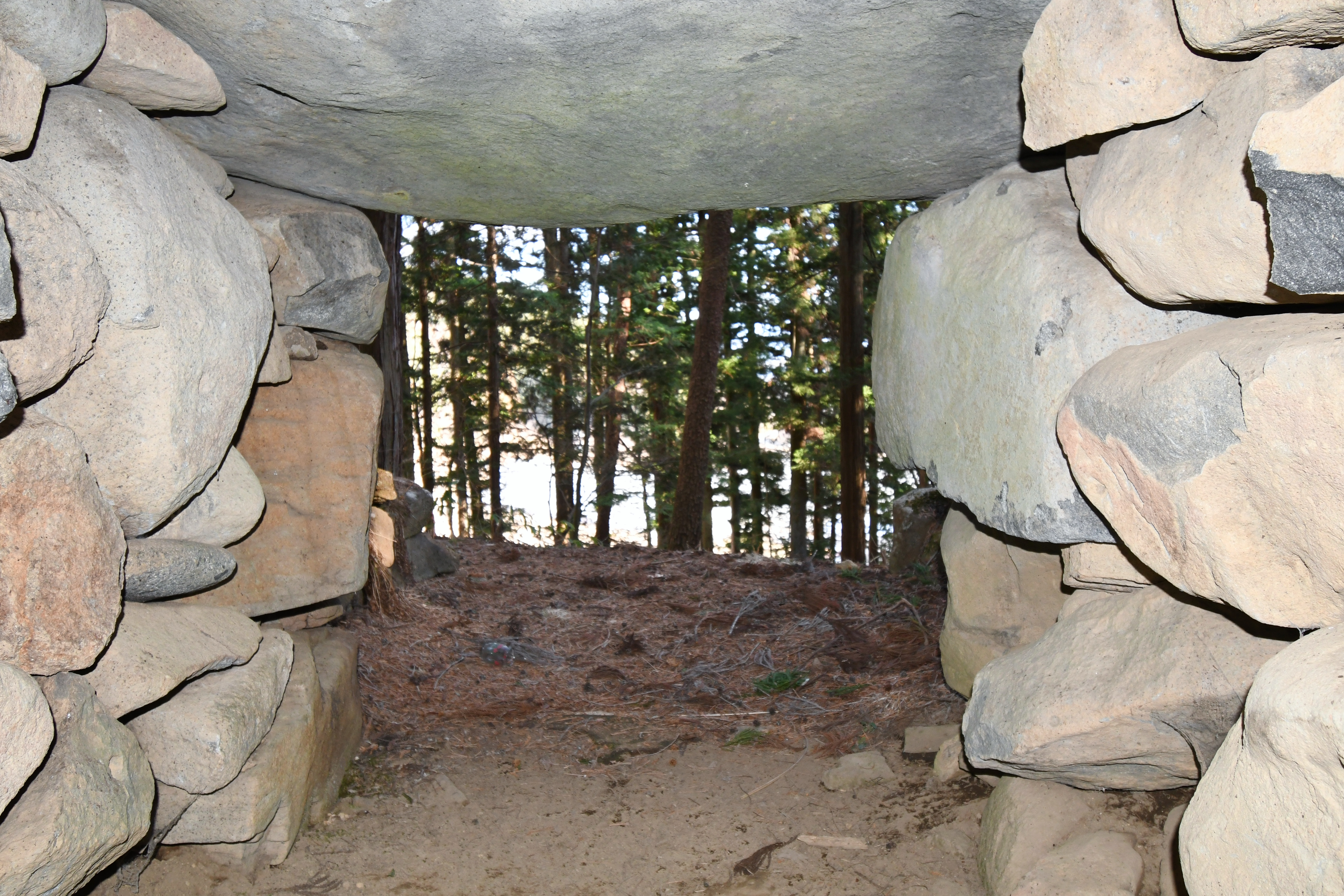
羨道（開口部方向）
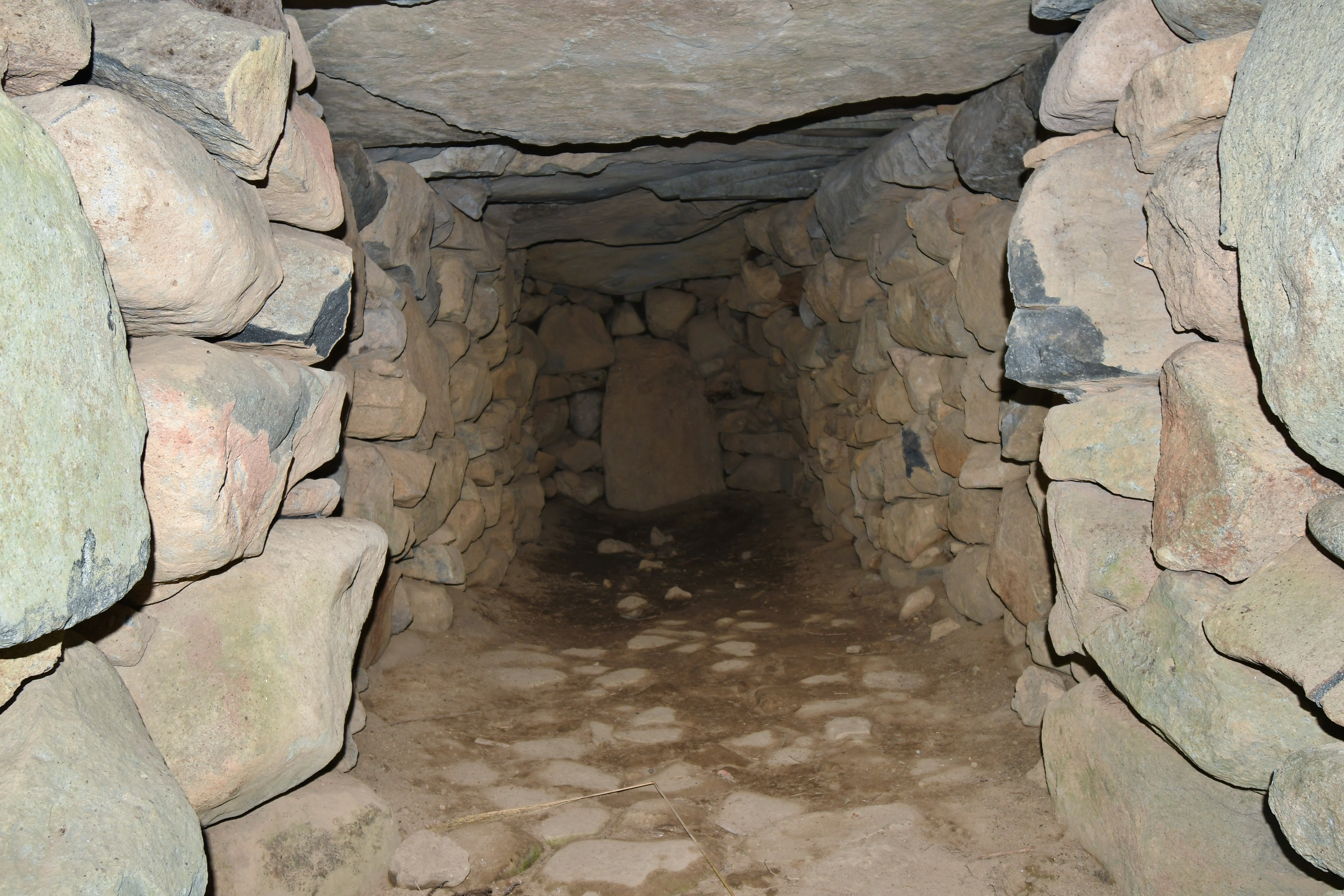
羨道（玄室方向）
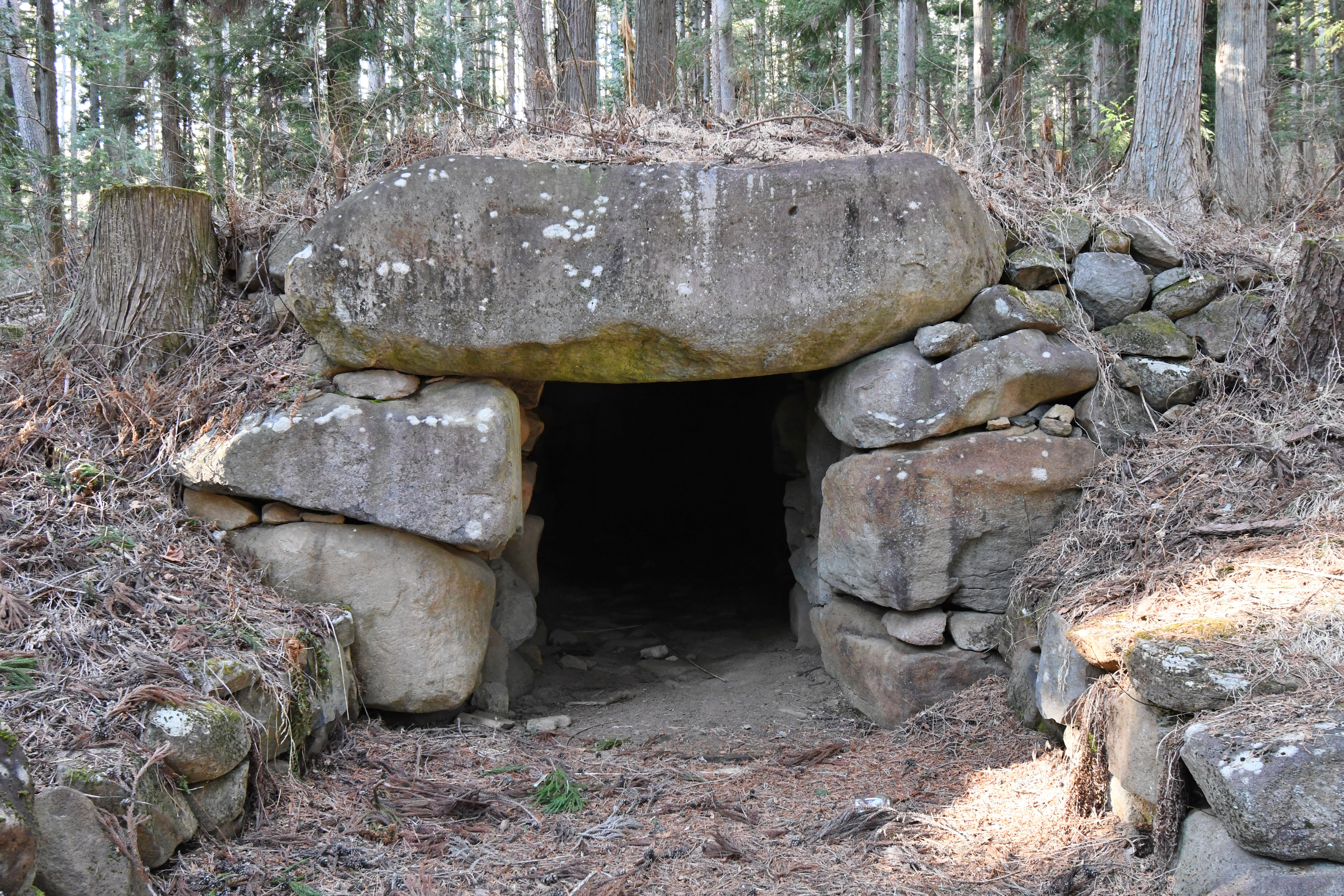
開口部

## 文化財

### 岡谷市指定文化財
- 史跡
  - 姥ヶ懐古墳 - 1980年（昭和55年）5月9日指定[1]。

## 関連文献
（記事執筆に使用していない関連文献）
- 市立岡谷美術考古館 編『唐櫃石古墳・姥ケ懐古墳 -長野県岡谷市唐櫃石古墳（赤彩横穴式石室墳）及び姥ケ懐古墳発掘調査報告-（郷土の文化財9）』岡谷市教育委員会、1976年。